# Down the Road (chanson de C2C)
Pour les articles homonymes, voir Down the Road.
Singles de C2C
Move On
(2007) The Cell
(2012)
Pistes de Down the Road et Tetr4
The Cell Kings Season
Down the Road est une chanson de breakbeat du groupe nantais C2C sortie le 23 juin 2012. Le single sort sous le label On And On, et distribué par Universal. Le single est extrait de l'EP du même nom Down the Road (2012) ainsi que de leur premier album studio Tetr4 sorti le 3 septembre. La chanson est écrite par Sylvain Richard, Guillaume Jaulin, Thomas Le Vexier, Pierre Forestier et Arnaud Fradin. Down the Road est produit par 20Syl, l'un des DJs membre du collectif. Le single se classe dans 3 hit-parades de pays différents en Belgique (Wallonie), en France et aux Pays-Bas.
En septembre 2012, la chanson devient populaire et devient numéro un en France grâce, entre autres, à la publicité télévisuelle de Google Chrome qui l'utilise comme fond sonore.

## Structure musicale
Down the Road est une chanson au style breakbeat écrite et composée par Sylvain Richard, Guillaume Jaulin, Thomas Le Vexier, Pierre Forestier et Arnaud Fradin. La production est menée par Sylvain Richard sous son pseudonyme 20Syl. La chanson contient des influences de styles musicaux comme le hip-hop, l'electro, la house de musiques du monde, de rock, de soul, de blues, bluegrass ou de jazz,.

## Accueil critique
Benjamin Mathieu de Music Story explique que « Down the Road, claqué avec force sur un sample de blues laisse le sourire aux lèvres » et que « le mix d’electro et de groove hip hop fonctionne à merveille ». Jonathan Hamard du site Charts in France commente que le titre mélange les « sons electro, riffs de guitares synthétiques et glissements de disque vinyle sur les platines ».

## Performance dans les hit-parades
Le single entre dans le classement français, la semaine du 17 janvier 2012 à la 54e place. Le single atteint la première place après 35 semaines de présence, la semaine du 15 septembre 2012, succédant ainsi à Call Me Maybe de la chanteuse canadienne Carly Rae Jepsen. Une semaine plus tard le 23 septembre 2012, le single perd une place devant Diamonds de Rihanna.
En Belgique francophone, le single entre la semaine du 11 août 2012, à la 46e place du classement Ultratop. 7 semaines plus tard, le 22 septembre 2012 le single entre dans le top 20. Le 13 octobre 2012, Down the Road continue sa progression et atteint un pic à la 9e position.

## Classements

### Classements hebdomadaires
| Classement (2012)                       | Meilleure position |
| --------------------------------------- | ------------------ |
| Belgique (Flandre Ultratip 100)         | 53                 |
| Belgique (Wallonie Ultratop 50 Singles) | 9                  |
| Belgique (Wallonie Ultratip 50)         | 3                  |
| Belgique (Wallonie Ultratop 50 Airplay) | 5                  |
| Belgique (Wallonie Ultratop 50 Dance)   | 9                  |
| France (SNEP)                           | 1                  |
| Pays-Bas (Nederlandse Top 40)           | 97                 |
| Suisse (Schweizer Hitparade)            | 36                 |

### Certifications
| Pays     | Organisme | Certification | Vente   |
| -------- | --------- | ------------- | ------- |
| Danemark | IFPI      | Or            | 15 000  |
| France   | SNEP      | Or            | 150 000 |

## Fiche technique

### Liste des pistes
Promo Digital On And On 
1. Down The Road - 3:25

### Personnel
- Guitare : Arnaud Fradin
- Harmonica : Kévin Doublé

Dans le film Sexy dance 5: All in Las Vegas sorti en juillet 2014, la chanson fait partie de la bande son.

## Utilisation
En septembre 2012, une publicité est diffusée en partenariat avec Google Chrome, et utilise le morceau comme fond sonore. La publicité met en avant le service de discussion en ligne du navigateur.
Le morceau est le générique de l’émission télévisée française Grand Public (2012-2013) et de la rubrique « Minute Pop » du Petit Journal.
La chanson devient également la musique de la nouvelle campagne de publicité « Instinct of Color » du fabricant de vernis à ongles OPI, ainsi que d'une campagne de pub pour Dr Pepper, marque de soda très populaire aux États-Unis.
On peut l'entendre dans le film français Le jour attendra d'Edgar Marie, sorti en 2013.
La chanson est utilisée dans le 6e épisode de la première saison de la série télévisée The 100 (2014), intitulé His Sister’s Keeper.
Fin 2016, on la retrouve dans la bande originale du film A fond de Nicolas Benamou.
En 2018, la chanson est utilisée en tant que générique de fin du 2e épisode de la 5e saison de la série Silicon Valley.